# Czynność prawna
Czynność prawna (łac. negotium) – czynność konwencjonalna (skonstruowana przez normę prawną) podmiotu prawa cywilnego, zawierająca treść określającą konsekwencje prawne zdarzenia prawnego. Jest to całość zdarzenia prawnego, w skład którego wchodzi co najmniej jedno oświadczenie woli.
Czynności prawne są aktami o doniosłości społecznej, ponieważ kształtują sytuację prawną nie tylko tych podmiotów, które dokonują tych czynności, ale i innych podmiotów „uwikłanych” w stosunki prawne. Zgodnie z art. 56 k.c., czynność prawna wywołuje nie tylko skutki w niej wyrażone, lecz również te, które wynikają z ustawy, z zasad współżycia społecznego i z ustalonych zwyczajów. Dlatego w prawie polskim instytucja czynności prawnej uwzględnia nie tylko akty woli działających podmiotów, ale również interesy innych osób.

## Klasyfikacje czynności prawnych
1. Ze względu na strony czynności prawnej można wyróżnić:
  - czynności prawne jednostronne, dla skuteczności czynności wystarczy oświadczenie woli jednej strony, są to między innymi: przyrzeczenie publiczne, sporządzenie testamentu, uznanie dziecka przed 13 czerwca 2009;
  - czynności prawne wielostronne, dla skuteczności czynności potrzebne są oświadczenia woli dwóch stron, są to umowy (np: umowa sprzedaży, umowa darowizny, umowa najmu itp.);
  - uchwały, czyli czynności organów działających kolegialnie.
2. Ze względu na zgodę osoby trzeciej – ustawa wymaga niekiedy dla ważności czynności prawnej (ze względu na ochronę interesów uczestników prawa) zgody osoby trzeciej, niebędącej uczestnikiem tej czynności.
3. Ze względu na indywidualnie adresowane – wyróżnione ze względu na to, czy dla ich skuteczności wymagane jest złożenie oświadczenia woli innej osobie: 
  - czynności niewymagające złożenia oświadczenia woli innej osobie:
    - niewymagające zakomunikowania ich nikomu (np. testament własnoręczny)
    - skuteczne przez publiczne ich ogłoszenie (np. przyrzeczenie)
    - skuteczne przez zakomunikowanie ich określonym w ustawie organom lub świadkom, bez potrzeby kierowania ich do osób zainteresowanych

  - czynności wymagające złożenia oświadczenia woli innej osobie – na ogół system prawny wymaga, aby oświadczenia woli były składane podmiotom, których dotyczą.
4. Ze względu na to, w jaki sposób dochodzi do skutecznego złożenia oświadczenia woli:
  - czynności realne – poza oświadczeniem woli, konieczne jest działanie powodujące zmianę faktycznego władztwa nad rzeczą lub innymi przedmiotami materialnymi.
  - czynności konsensualne – mogą dochodzić do skutku przez samo tylko złożenie oświadczenia (solo consensu). Niekiedy ustawa wymaga również spełnienia się innych okoliczności (np. wpis do ksiąg wieczystych).
5. Ze względu na status stron:
  - czynności prawne między żyjącymi (łac. inter vivos);
  - czynności prawne na wypadek śmierci (łac. mortis causa) – czynność jest skuteczna dopiero po śmierci osoby, która jej dokonała, są dwie takie czynności w prawie polskim: testament – art. 941 k.c. oraz zrzeczenie się dziedziczenia – art. 1048 k.c.
6. Ze względu na skutek prawny, jaki czynność wywołuje w sferze majątkowej osoby składającej oświadczenie woli:
  - czynności prawne zobowiązujące – pociągają za sobą powstanie zobowiązania, czyli zwiększenie pasywów;
  - czynności prawne rozporządzające – pociągają za sobą zniesienie, obciążenie lub przeniesienie prawa, czyli zmniejszenie aktywów.
  - czynności prawne o podwójnym skutku – wywołują zarówno skutek czynności rozporządzającej i zobowiązującej (np. art. 535 w zw. z art. 155 k.c.)
7. Ze względu na skutek prawny, jaki czynność prawna wywołuje w sferze majątkowej kontrahenta:
  - czynności prawne przysparzające – pociągają za sobą zwiększenie aktywów np.: uzyskanie prawa własności rzeczy lub zmniejszenie pasywów, np.: zwolnienie z długu;
  - inne czynności.
8. Ze względu na to, czy przysporzenie następuje po obu stronach czynności prawnej, czy tylko po jednej (podział ten dotyczy wyłącznie czynności prawnych dwustronnych):
  - czynności prawne odpłatne (obciążające) – przysporzenie następuje po obu stronach czynności;
  - czynności prawne nieodpłatne (pod tytułem darmym) – przysporzenie następuje tylko po jednej stronie czynności.
9. Ze względu na wymóg istnienia causae (podział ten odnosi się wyłącznie do czynności prawnych przysparzających):
  - czynności prawne przyczynowe, kauzalne – dla skuteczności czynności konieczne jest istnienie causa, czyli przyczyny prawnej tej czynności.
  - czynności prawne oderwane, abstrakcyjne – istnienie causa nie jest konieczne dla skuteczności czynności prawnej.
10. Czynności powiernicze – zwane również fiducjarnymi. Składają się na nie dwa elementy:
  - przeniesienie przez powierzającego na powiernika jakiegoś prawa, z którego powiernik może korzystać w pełnym zakresie wyznaczonym treścią tego prawa.
  - zobowiązanie powiernika wobec powierzającego do tego, że będzie korzystał z tego prawa w ograniczonym zakresie, wskazanym treścią umowy powierniczej, w szczególności, że w określonej sytuacji przeniesie to prawo z powrotem na powierzającego.

## Elementy czynności prawnej
Do elementów czynności prawnej można zaliczyć essentialia negotii (elementy przedmiotowo istotne), naturalia negotii (elementy przedmiotowo nieistotne) oraz accidentalia negotii (elementy dodatkowe, podmiotowo istotne).

## W prawie prywatnym międzynarodowym
Dopuszczalność dokonania czynności prawnej określa prawo właściwe dla czynności prawnej, o którą w danym wypadku chodzi. Według tego samego prawa należy oceniać jej istnienie jako czynności prawnej.
Istnieje zasada, że „dojście do skutku umowy podlega, w możliwie szerokim zakresie, prawu rządzącemu umową”.
Milczenie oblata (adresata oferty) traktuje się na równi z przyjęciem oferty, tylko jeżeli przewiduje to prawo jego miejsca zamieszkania lub siedziby.